# Niklas Voss
Niklas Voss (* 9. Oktober 2000) ist ein österreichischer Leichtathlet, der sich auf den Zehnkampf spezialisiert hat.

## Sportliche Laufbahn
Erste nationale Erfolge sammelte Niklas Voss im Jahr 2019 mit insgesamt 7 Medaillen bei österreichischen Meisterschaften in der U20-Kategorie. Die Krönung davon war die Goldmedaille im Zehnkampf. Ende 2020 begann er das Sporttechnologie-Studium in Wien, womit sein Training bei dem erfolgreichsten Mehrkampftrainer Österreichs Herwig Grünsteidl begann.
Im September 2022 gewann Niklas Voss dann zum ersten Mal den österreichischen Staatsmeistertitel im Zehnkampf der Männer mit neuer persönlicher Bestleistung. Ein halbes Jahr (Februar 2023) darauf folgte der erste Hallen-Staatsmeister Titel im Hallen-Siebenkampf der Männer.
Auch im September 2023 konnte er die österreichische Staatsmeisterschaft im Zehnkampf der Männer in Klagenfurt, Kärnten für sich entscheiden. Darauf folge dann im Mai 2024 in Salzburg der dritte Zehnkampf-Staatsmeister-Titel in Folge.
Ende Juli 2024 konnte Niklas Voss in Regensburg seine Bestleistung auf 7119 Punkte setzen mit seinem ersten Zehnkampf über 7000 Punkten.

## Persönliche Bestleistungen
- 100 m: 10,91 s (+ 0,1 m/s), 15. Juli 2023 in Lustenau[1]
- 400 m: 49,86 s, 15. Juni 2024 in Wien[1]
- Weitsprung: 7,41 m, 8. Februar 2025 in Linz[1]
- Hochsprung: 1,96 m, 27. Juli 2024 in Regensburg[1]
- Zehnkampf: 7119 Punkte, 28. Juli 2024 in Regensburg[1]